# Kitepower
 (janvier 2025).
Kitepower est une marque déposée de la société néerlandaise Enevate BV qui développe des systèmes éoliens aéroportés mobiles. Kitepower est fondée en 2016 par Johannes Peschel et Roland Schmehl , en tant que university spin-off  du groupe de recherche sur l'énergie éolienne aéroportée de l'Université de technologie de Delft créé par l'ancien astronaute Wubbo Ockels. L'entreprise est située à Delft, aux Pays-Bas, et compte 18 employés (2018).

## Système

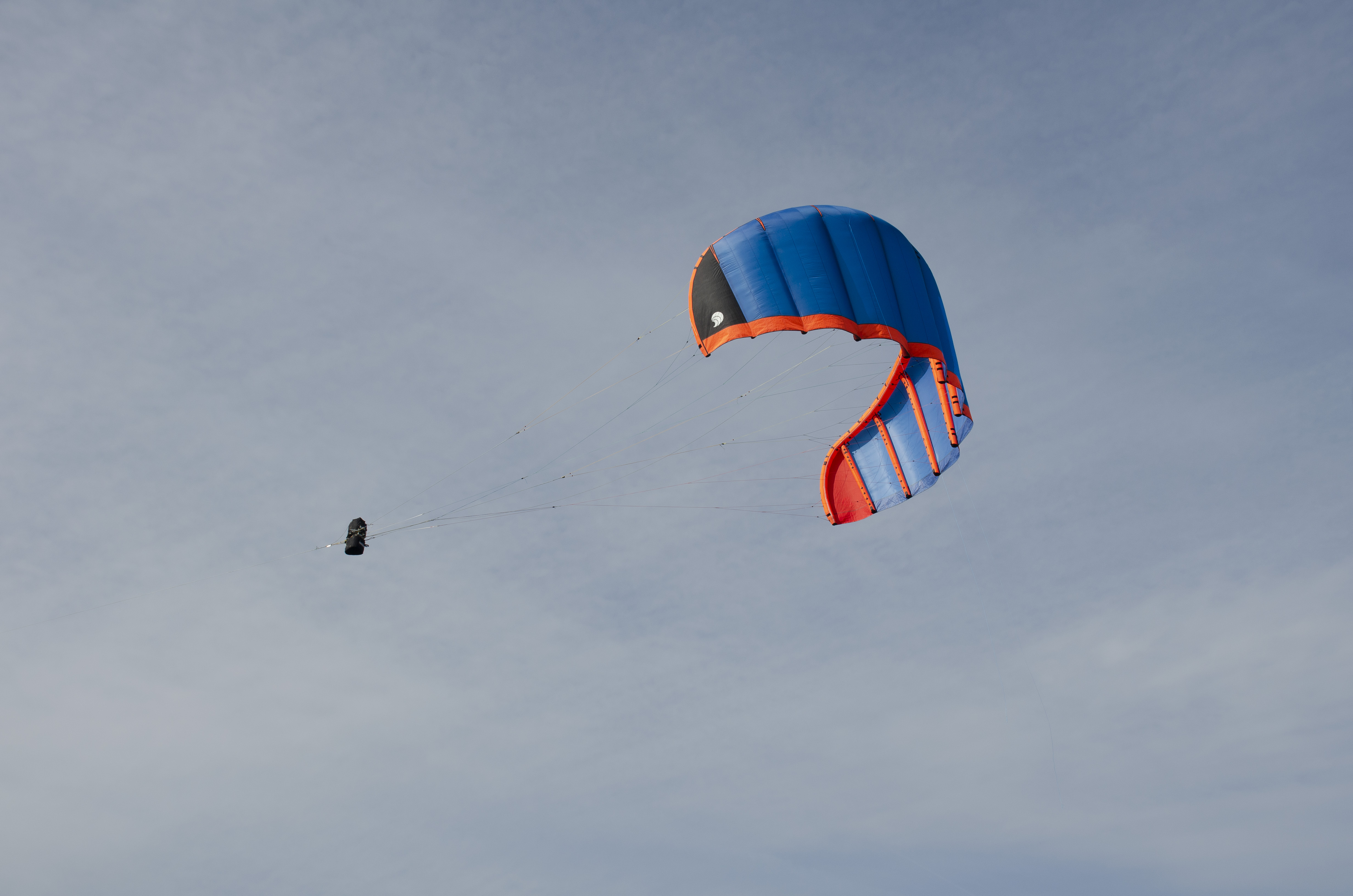
Kite de 40 m² avec unité de commande suspendue

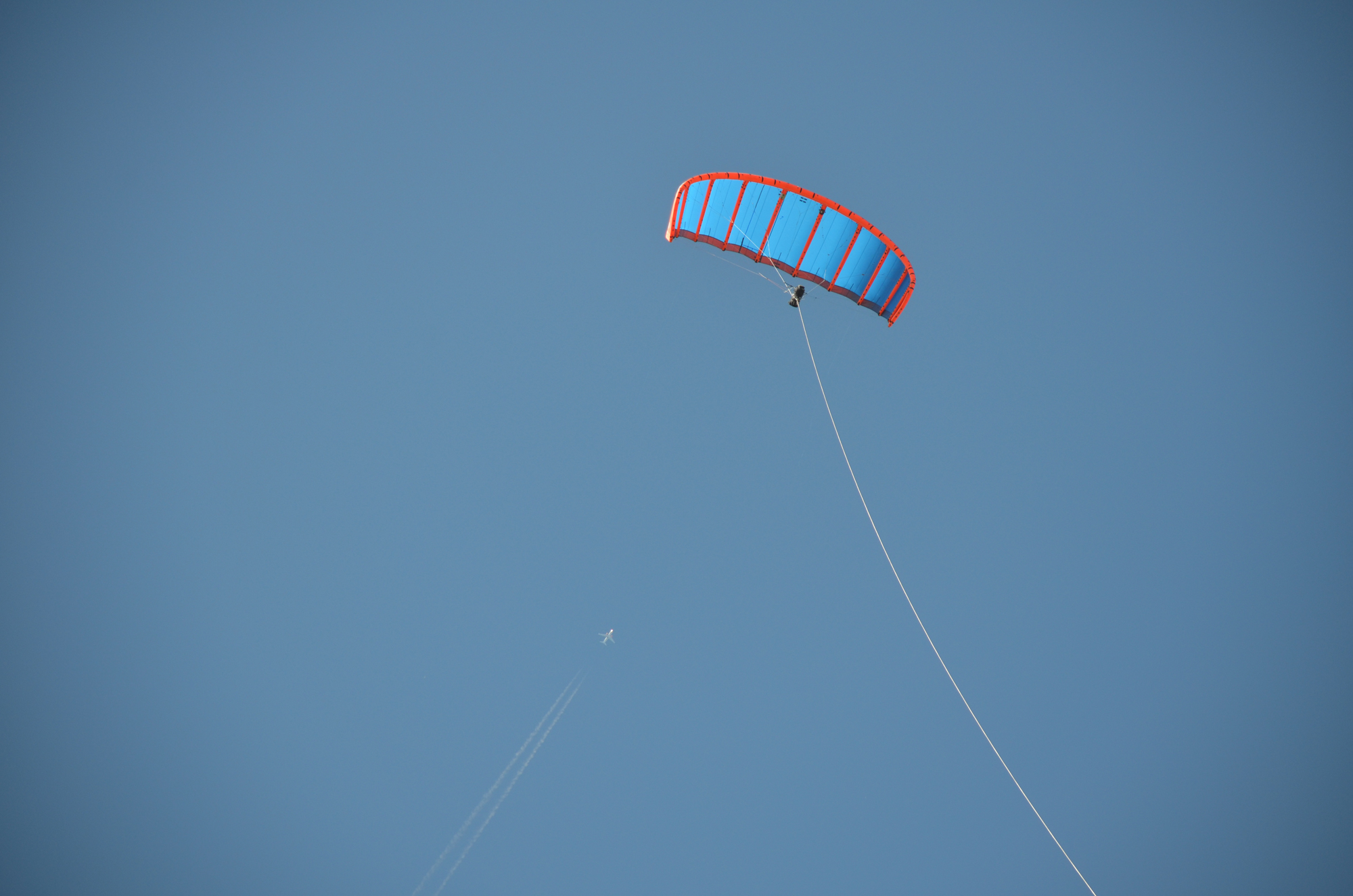
Kite de 40 m² en opération sur l'ancienne base aéronavale de Valkenburg. Leyde, Pays-Bas

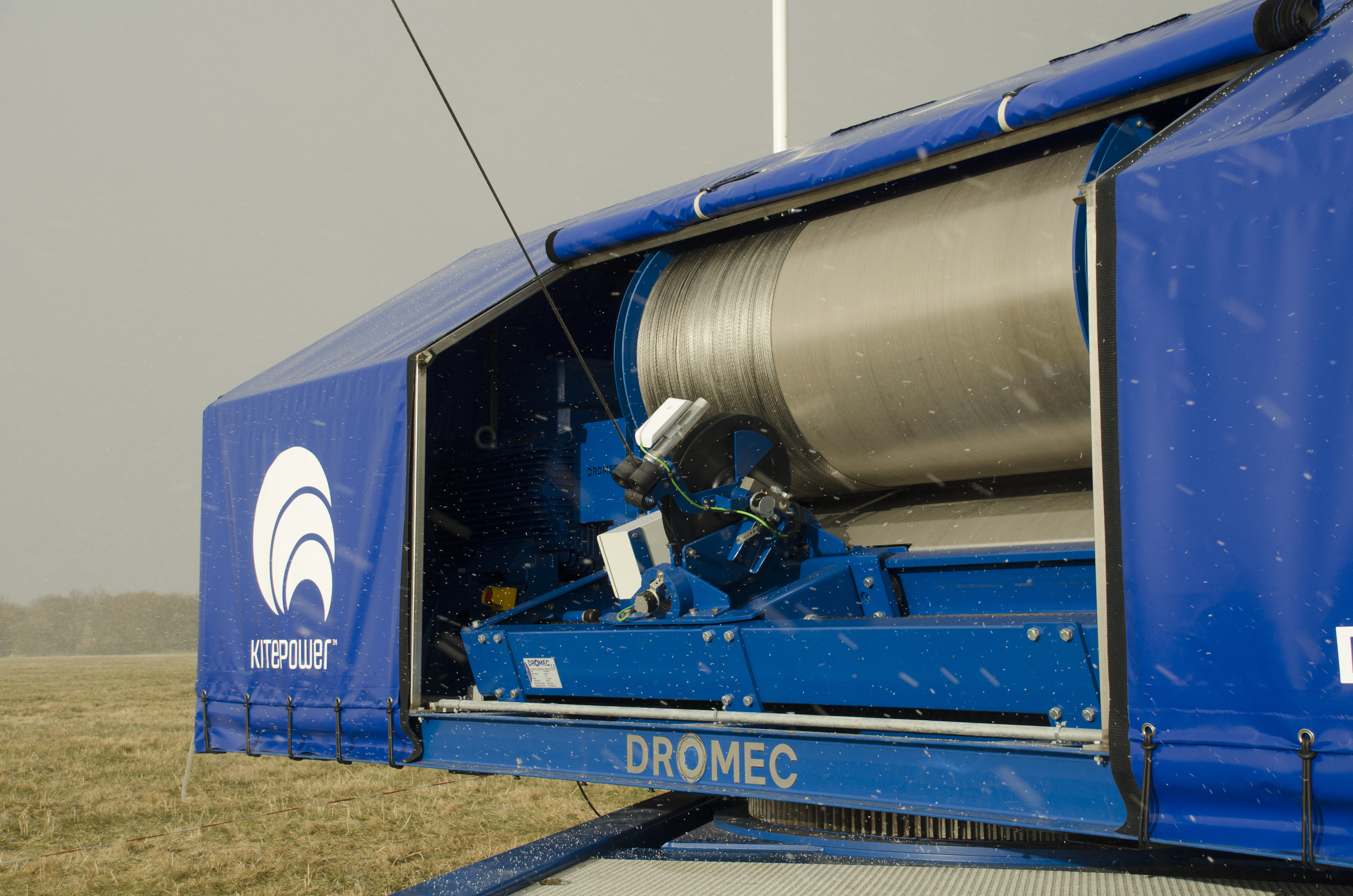
Station terrestre de 100 kW

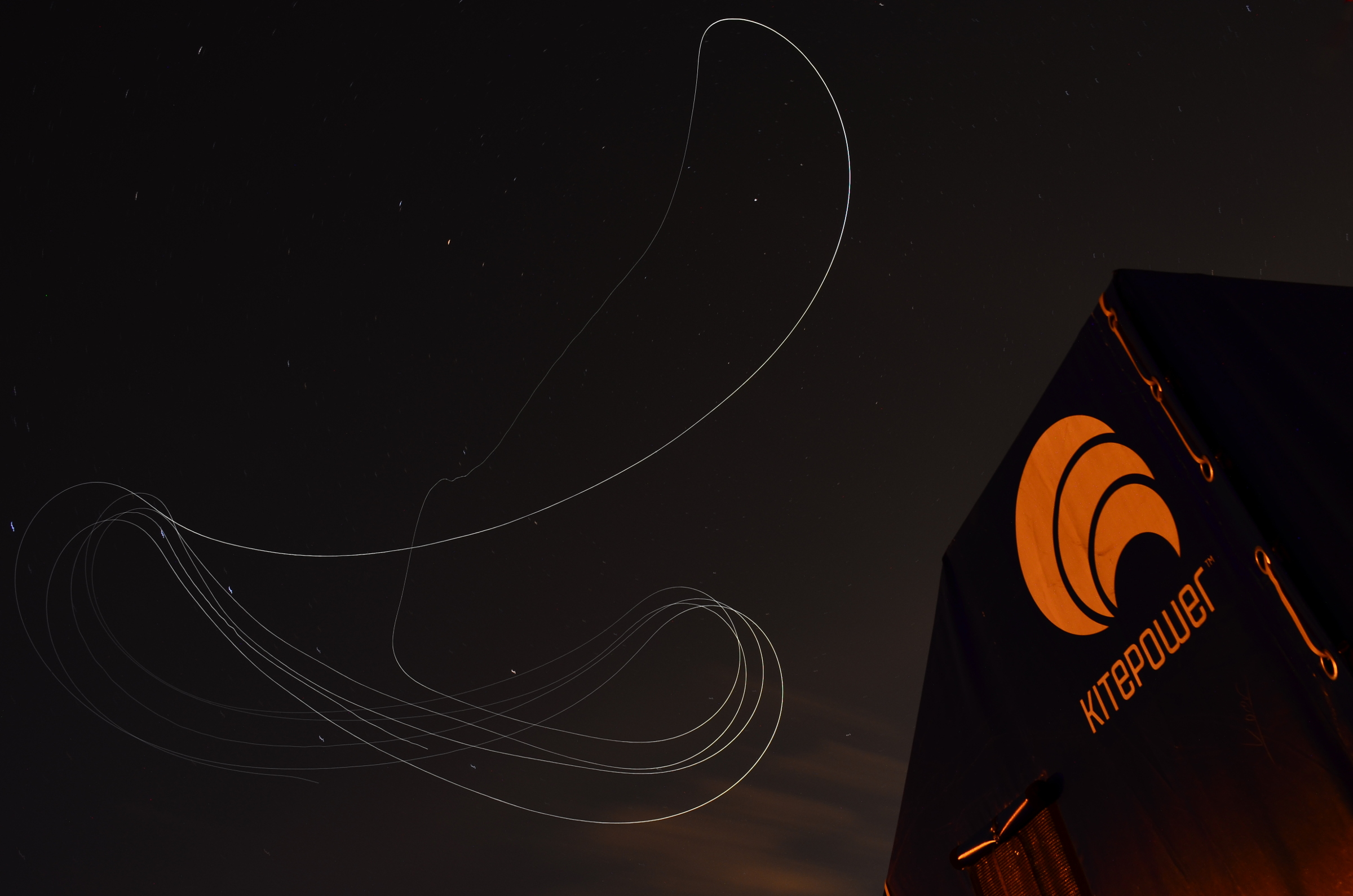
Vol de nuit avec lumière de traçage. Visualisation d'un cycle de pompage complet avec phase de traction/rétraction

Sur la base de son premier prototype de 20 kW (puissance nominale du générateur), Kitepower développe un système à plus grande échelle de 100 kW à des fins de commercialisation. Le financement est fourni par le projet REACH,, programme Fast Track to Innovation Horizon 2020 de la Commission européenne, dans lequel la société collabore avec l'Université de technologie de Delft et des partenaires industriels telle que Dromec, Maxon Motor ou Genetrix.

## Principe de fonctionnement
Le système Kitepower se compose de trois éléments principaux,,: un cerf-volant souple (ou kite), une câble porteur et un générateur électrique au sol. Un autre composant important est l'unité de contrôle du cerf-volant ainsi que le logiciel de contrôle correspondant pour piloter le cerf-volant à distance.
Pour la production d'énergie, le cerf-volant est exploité en « cycles de pompage »successifs, alternant des phases de déroulement et d’enroulement du câble,. Lors de la phase de déroulement, le cerf-volant effectue des manœuvres en travers du vent, générant ainsi une force de traction importante qui dévide le câble d’un tambour au sol relié à un générateur. C’est durant cette phase que l’électricité est produite. Une fois la longueur maximale du câble atteinte, le cerf-volant est ramené vers le sol en étant déventé, ce qui permet de le rétracter avec une faible résistance aérodynamique. Cette phase consomme une petite fraction de l’énergie précédemment générée, de sorte qu’au final, une production nette d’énergie est obtenue. L’électricité produite est stockée dans une batterie rechargeable, ou, dans une configuration de parc éolien avec plusieurs systèmes fonctionnant en décalage de phase, la capacité de stockage requise peut être réduite.

## Contexte technologique
L’énergie éolienne aérienne promet d’être une solution compétitive en termes de coûts par rapport aux technologies d’énergie renouvelable existantes,.
Les principaux avantages de la technologie de l'énergie éolienne aéroportée sont l'utilisation réduite de matériaux par rapport aux éoliennes conventionnelles (pas de fondation, pas de tour), ce qui permet d'atteindre des altitudes plus élevées et rend les systèmes plus mobiles en termes d'emplacement, et considérablement moins chers à construire.
Les défis sont la robustesse et la fiabilité du système éolien volant et les exigences de sécurité qu'utilise la technologie dans l'espace aérien. Un nombre considérable de littérature scientifique et de brevets ont été développés.

## Applications
Pour le projet artistique Windvogel de l'artiste néerlandais Daan Roosegaarde, le système Kitepower a été utilisé pendant la nuit, à l'aide d'une corde émettant de la lumière. En octobre 2021, la société a déployé son système de 100 kW lors d'un exercice de 3 semaines avec le corps du génie de l'armée néerlandais sur l'île caribéenne d'Aruba.

## Récompenses
- YES!Delft Launchlab 2016[23]
- Dutch Defense Innovation Competition 2016
- YES!Delft Incubation Program 2017[23]